# Рюткю, Саули
Саули Рюткю (фин. Sauli Rytky; 6 июня 1918 года, Хаапавеси, Финляндия — 28 января 2006 года, Хаапавеси) — финский лыжник, призёр Олимпийских игр 1948 года.

## Карьера
На Олимпийских играх 1948 года в Санкт-Морице, завоевал серебряную медаль эстафете, в которой он бежал третий этап, уйдя на свой этап на 2-м месте он сохранил его и к финишу своего отрезка, кроме того был 6-м в гонке на 18 км. В гонке на 50 км участия не принимал.
На чемпионате мира 1938 года занял 48-е место в гонке на 18 км.
На чемпионатах Финляндии побеждал 1 раз, в 1944 году в гонке на 18 км.
После завершения спортивной карьеры работал тренером по лыжным гонкам, а также с 1963 по 1968 годы работал в федерации лыжного спорта Финляндии.